# Rašeliníky
Rašeliníky (Sphagnopsida) je třída mechů, do níž se zařazuje několik málo rodů těchto vyšších necévnatých rostlin, zejména rod rašeliník (Sphagnum).
Prvoklíček je sice na počátku vláknitý, ale později lupenatí. Z něj posléze vyrůstá gametofytní rostlinka typického vzrůstu. Na vrcholku neustále dorůstají nové fyloidy a vytvářejí zde útvar podobný hlavičce. Celé zelené tělo je tvořené dvěma typy buněk, zelenými chlorocyty a velkými bezbarvými hyalocyty. Samčí gametangia vyrůstají v paždí fyloidů, zatímco samičí vznikají na zkrácených větévkách na vrcholu kauloidu poblíž hlavičky. Stélka má neukončený růst, kde na vrcholových partiích stále přirůstá a zespod odumírá, tím vytváří rašeliniště, která se suší a používají jako výživná půda.

## Systém
Formálně se dělí rašeliníky na dva až tři řády:
- rašeliníkotvaré (Sphagnales) – pouze rod Sphagnum
- Ambuchananiales – pouze rod Ambuchanania
- (Protosphagnales – některé fosilní druhy mechů považované za předky rašeliníků)